# KT Gorique
KT Gorique est le nom d'artiste d'une rappeuse, danseuse et actrice , née le 24 juillet 1991 à Abidjan.

## Biographie
KT Gorique, de son vrai nom Caterina Akissi Amenan Mafrici, naît le 24 juillet 1991 à Abidjan, en Côte d'Ivoire.
Fille d’une mère ivoirienne et d’un père italien, qu'elle perd à l'âge de 5 ans, elle passe son enfance en Côte d'Ivoire, puis arrive en Suisse à l'âge de onze ans, d'abord dans le canton de Vaud, à Villeneuve, puis en Valais, à Martigny,. Elle prend initialement le pseudonyme « KT », diminutif de son prénom, qui devient ensuite « KT Gorique ».
Influencée dans sa jeunesse par le hip-hop américain, elle remporte en 2012 le titre de championne suisse de freestyle, puis le titre mondial au concours de freestyle End of the Weak à New York, aux États-Unis, la même année.  Elle devient la première femme et la plus jeune à le remporter, pour un premier titre d'artiste suisse.
Elle tient le rôle principal de Coralie, jeune rappeuse, dans le film Brooklyn de Pascal Tessaud en 2014, et son premier album, Tentative de survie, sort l'année suivante.
Elle participe en 2021 à l'émission Nouvelle École produite par Netflix, un concours de rap animé par Niska, SCH et Shay,.
Elle a publié quatre albums : Tentative de survie (2015), Akwaba (2020), New Babylon (2022) et Akissi (2023).

## Distinctions
- 2016 : prix culturel d'encouragement du canton du Valais[2]
- 2019 : Grand prix suisse de musique[2]

- 2023 : prix romand des Swiss Music Awards pour l'album New Babylon[12]
- 2023 : nommée aux MTV Europe Music Awards 2023 dans la catégorie suisse[13]

## Discographie

### Albums studio
- 2016 : Tentative de survie
- 2020 : Akwaba
- 2022 : New Babylon
- 2023 : Akissi

### EP
- 2018 : Kunta Kita

### Mixtape
- 2017 : Ora

## Filmographie
- 2014 : Brooklyn de Pascal Tessaud
- 2016 : Marie et les Naufragés de Sébastien Betbeder
- 2021 : Nouvelle école (concours de rap produit par Netflix) : elle-même (candidate)